# 16ª edizione dei Satellite Awards
La 16ª edizione dei Satellite Awards si è tenuta il 18 dicembre 2011 al di Los Angeles.
Da questa edizione sono state ridotte alcune categorie, con l'annullamento della divisione tra opere cinematografiche drammatiche e commedia/musicale, sia per i film che per gli interpreti maschili e femminili. Questo ha decretato l'ampliamento del numero di candidati, salito da cinque a dieci candidati.

## Cinema

### Miglior film
- Paradiso amaro (The Descendants), regia di Alexander Payne
- L'arte di vincere (Moneyball), regia di Bennett Miller
- The Artist, regia di Michel Hazanavicius
- Drive, regia di Nicolas Winding Refn
- The Help, regia di Tate Taylor
- Hugo Cabret (Hugo), regia di Martin Scorsese
- Midnight in Paris, regia di Woody Allen
- Shame, regia di Steve McQueen
- La talpa (Tinker, Tailor, Soldier, Spy), regia di Tomas Alfredson
- War Horse, regia di Steven Spielberg

### Miglior film in lingua straniera
- I misteri di Lisbona (Mistérios de Lisboa), regia di Raúl Ruiz • Portogallo
- 13 assassini (Jûsan-nin no shikaku), regia di Takashi Miike • Giappone
- Las acacias, regia di Pablo Giorgelli • Argentina
- Il cavallo di Torino (A Torinói ló), regia di Béla Tarr e Ágnes Hranitzky • Ungheria
- Faust, regia di Aleksandr Sokurov • Russia
- Miracolo a Le Havre (Le Havre), regia di Aki Kaurismäki • Finlandia
- Miss Bala, regia di Gerardo Naranjo • Messico
- Nannerl, la sœur de Mozart, regia di René Féret • Francia
- Il ragazzo con la bicicletta (Le Gamin au vélo), regia di Jean-Pierre e Luc Dardenne • Belgio
- Una separazione (Jodāyi-e Nāder az Simin), regia di Asghar Farhadi • Iran

### Miglior film d'animazione o a tecnica mista
- Le avventure di Tintin - Il segreto dell'Unicorno (The Adventures of Tin Tin: The Secret of the Unicorn), regia di Steven Spielberg
- Il gatto con gli stivali (Puss in Boots), regia di Chris Miller
- Kung Fu Panda 2, regia di Jennifer Yuh
- I Muppet (The Muppets), regia di James Bobin
- Rango, regia di Gore Verbinski
- Rio, regia di Carlos Saldanha

### Miglior film documentario
- Senna, regia di Asif Kapadia
- American: The Bill Hicks Story, regia di Matt Harlock e Paul Thomas
- Cave of Forgotten Dreams, regia di Werner Herzog
- The Interrupters, regia di Steve James
- My Perestroika, regia di Robin Hessman
- One Lucky Elephant, regia di Cristina Colissimo e Lisa Leeman
- Pina, regia di Wim Wenders
- Project Nim, regia di James Marsh
- Tabloid, regia di Errol Morris
- Under Fire: Journalists in Combat, regia di Martyn Burke

### Miglior regista
- Nicolas Winding Refn – Drive
- Tomas Alfredson – La talpa (Tinker, Tailor, Soldier, Spy)
- Woody Allen – Midnight in Paris
- Michel Hazanavicius – The Artist
- John Michael McDonagh – Un poliziotto da happy hour (The Guard)
- Steve McQueen – Shame
- Alexander Payne – Paradiso amaro (The Descendants)
- Martin Scorsese – Hugo Cabret (Hugo)
- Steven Spielberg – War Horse
- Tate Taylor – The Help

### Miglior attore
- Ryan Gosling – Drive
- George Clooney – Paradiso amaro (The Descendants)
- Leonardo DiCaprio – J. Edgar
- Michael Fassbender – Shame
- Brendan Gleeson – Un poliziotto da happy hour (The Guard)
- Tom Hardy – Warrior
- Woody Harrelson – Rampart
- Gary Oldman – La talpa (Tinker, Tailor, Soldier, Spy)
- Brad Pitt – L'arte di vincere (Moneyball)
- Michael Shannon – Take Shelter

### Miglior attrice
- Viola Davis – The Help
- Glenn Close – Albert Nobbs
- Olivia Colman – Tirannosauro (Tyrannosaur)
- Vera Farmiga – Higher Ground
- Elizabeth Olsen – La fuga di Martha (Martha Marcy May Marlene)
- Meryl Streep – The Iron Lady
- Charlize Theron – Young Adult
- Emily Watson – Oranges and Sunshine
- Michelle Williams – Marilyn
- Michelle Yeoh – The Lady

### Miglior attore non protagonista
- Albert Brooks – Drive
- Kenneth Branagh – Marilyn
- Colin Farrell – Come ammazzare il capo... e vivere felici (Horrible Bosses)
- Jonah Hill – L'arte di vincere (Moneyball)
- Viggo Mortensen – A Dangerous Method
- Nick Nolte – Warrior
- Christopher Plummer – Beginners
- Andy Serkis – L'alba del pianeta delle scimmie (Rise of the Planet of the Apes)
- Christoph Waltz – Carnage
- Hugo Weaving – Oranges and Sunshine

### Miglior attrice non protagonista
- Jessica Chastain – The Tree of Life
- Elle Fanning – Super 8
- Lisa Feret – Nannerl, la sœur de Mozart
- Judy Greer – Paradiso amaro (The Descendants)
- Rachel McAdams – Midnight in Paris
- Janet McTeer – Albert Nobbs
- Carey Mulligan – Shame
- Vanessa Redgrave – Coriolanus
- Octavia Spencer – The Help
- Kate Winslet – Carnage

### Miglior sceneggiatura originale
- Terrence Malick – The Tree of Life
- Paddy Considine – Tirannosauro (Tyrannosaur)
- Rene Feret – Nannerl, la sœur de Mozart
- Michel Hazanavicius – The Artist
- John Michael McDonagh – Un poliziotto da happy hour (The Guard)
- Steve McQueen e Abi Morgan – Shame

### Miglior sceneggiatura non originale
- Alexander Payne, Jim Rash e Nat Faxon – Paradiso amaro (The Descendants)
- John Banville e Glenn Close – Albert Nobbs
- Joe Cornish, Steven Moffat e Edgar Wright – Le avventure di Tintin - Il segreto dell'Unicorno (The Adventures of Tin Tin: The Secret of the Unicorn)
- Richard Curtis e Lee Hall – War Horse
- Aaron Sorkin e Steven Zaillian – L'arte di vincere (Moneyball)
- Tate Taylor – The Help

### Miglior montaggio
- Chris Gill – Un poliziotto da happy hour (The Guard)
- Sean Albertson, Matt Chessé, John Gilroy e Aaron Marshall – Warrior
- Michael Kahn – War Horse
- Mat Newman – Drive
- Kevin Tent – Paradiso amaro (The Descendants)
- Joe Walker – Shame

### Miglior fotografia
- Janusz Kaminski – War Horse
- Bruno Delbonnel – Faust
- Emmanuel Lubezki – The Tree of Life
- Robert Richardson – Hugo Cabret (Hugo)
- Guillaume Schiffman – The Artist
- Newton Thomas Sigel – Drive

### Miglior scenografia
- Gregory S. Hooper e Laurence Bennett – The Artist
- Isabel Branco – Mysteries of Lisbon (Mistérios de Lisboa)
- Dante Ferretti e Francesca Lo Schiavo – Hugo Cabret (Hugo)
- Jack Fisk – Come l'acqua per gli elefanti (Water For Elephants)
- Stephan O. Gessler e Sebastian T. Krawinkel – Anonymous
- Jiri Trier e Yelena Zhukova – Faust

### Migliori costumi
- Jacqueline West – Come l'acqua per gli elefanti (Water For Elephants)
- Isabel Branco – I misteri di Lisbona (Mistérios de Lisboa)
- Mark Bridges – The Artist
- Lisy Christl – Anonymous
- Lidiya Kryukova – Faust
- Michael O'Connor – Jane Eyre

### Miglior colonna sonora
- Marco Beltrami – Soul Surfer
- Alexandre Desplat – Harry Potter e i Doni della Morte - Parte 2 (Harry Potter And The Deathly Hallows Part 2)
- Michael Giacchino – Super 8
- Cliff Martinez – Drive
- James Newton Howard – Come l'acqua per gli elefanti (Water For Elephants)
- John Williams – War Horse

### Miglior canzone originale
- Lay Your Head Down (Sinéad O'Connor), testo / musica di Glenn Close / Brian Byrne – Albert Nobbs
- Bridge Of Light (P!nk), testo e musica di P!nk e Billy Mann – Happy Feet 2
- Gathering Stories (Jónsi), testo / musica di Jón Þór Birgisson / Jón Þór Birgisson e Cameron Crowe – La mia vita è uno zoo (We Bought A Zoo)
- Hello Hello (Elton John e Lady Gaga), testo / musica di Bernie Taupin / Elton John e Stefani Germanotta – Gnomeo e Giulietta (Gnomeo & Juliet)
- Life Is A Happy Song (Jason Segel e Amy Adams), testo e musica di Bret McKenzie – I Muppet (The Muppets)
- Man Or Muppet (Jason Segel e Peter Linz), testo e musica di Bret McKenzie – I Muppet (The Muppets)

### Miglior suono
- Lon Bender, Robert Eber, Victor Ray Ennis, Robert Fernandez, Dave Paterson – Drive
- Erik Aadahl, Jeffrey J. Haboush, Greg P. Russell, Gary Summers, Ethan Van der Ryn – Transformers 3 (Transformers 3: Dark of the Moon)
- Anna Behlmer, Ben Burtt, Andy Nelson, Mark Ulano, Matthew Wood – Super 8
- Mike Dowson, Stuart Hilliker, James Mather, Adam Scrivener, Stuart Wilson – Harry Potter e i Doni della Morte - Parte 2 (Harry Potter And The Deathly Hallows Part 2)
- Richard Hymns, Tom Johnson, Andy Nelson, Gary Rydstrom, Stuart Wilson – War Horse
- John Pritchett – The Tree of Life

### Migliori effetti visivi
- Ben Grossmann, Alex Henning, Robert Legato, Adam Watkins – Hugo Cabret (Hugo)
- Russell Earl, Paul Kavanagh, Kim Libreri, Dennis Muren – Super 8
- Ben Morris – War Horse
- Jeff Capogreco, Joe Letteri, R. Christopher White – L'alba del pianeta delle scimmie (Rise of the Planet of the Apes)
- Scott Benza, Matthew E. Butler, Scott Farrar, John Frazier – Transformers 3 (Transformers 3: Dark of the Moon)
- Greg Butler, Tim Burke, John Richardson, David Vickery – Harry Potter e i Doni della Morte - Parte 2 (Harry Potter And The Deathly Hallows Part 2)

## Televisione

### Miglior serie drammatica
- Justified (Justified)
- Boardwalk Empire - L'impero del crimine (Boarswalk Empire)
- Breaking Bad
- Friday Night Lights
- Sons of Anarchy
- Treme

### Miglior serie commedia o musicale
- C'è sempre il sole a Philadelphia (It's Always Sunny In Philadelphia)
- The Big C
- Community
- Episodes
- Louie
- Modern Family

### Miglior serie di genere
- American Horror Story
- C'era una volta (Once Upon A Time)
- Torchwood
- Il Trono di Spade (Game Of Thrones)
- True Blood
- The Walking Dead

### Miglior miniserie o film per la televisione
- Mildred Pierce, regia di Todd Haynes
- Cinema Verite, regia di Shari Springer Berman e Robert Pulcini
- Downton Abbey, regia di Julian Fellowes
- Page Eight, regia di David Hare
- Thurgood, regia di Michael Stevens
- Too Big to Fail - Il crollo dei giganti (Too Big To Fail), regia di Curtis Hanson

### Miglior attore in una serie drammatica
- Timothy Olyphant – Justified
- Steve Buscemi – Boardwalk Empire - L'impero del crimine (Boardwalk Empire)
- Kyle Chandler – Friday Night Lights
- Bryan Cranston – Breaking Bad
- William H. Macy – Shameless
- Wendell Pierce – Treme

### Miglior attrice in una serie drammatica
- Claire Danes – Homeland - Caccia alla spia (Homeland)
- Connie Britton – Friday Night Lights
- Mireille Enos – The Killing
- Julianna Margulies – The Good Wife
- Eve Myles – Torchwood
- Katey Sagal – Sons of Anarchy

### Miglior attore in una serie commedia o musicale
- Louis C.K. – Louie
- Martin Clunes – Doc Martin
- Charlie Day – C'è sempre il sole a Philadelphia (It's Always Sunny In Philadelphia)
- Matt LeBlanc – Episodes
- Joel McHale – Community

### Miglior attrice in una serie commedia o musicale
- Martha Plimpton – Aiutami Hope! (Raising Hope)
- Zooey Deschanel – New Girl
- Felicity Huffman – Desperate Housewives
- Laura Linney – The Big C
- Melissa McCarthy – Mike & Molly
- Amy Poehler – Parks and Recreation

### Miglior attore in una miniserie o film per la televisione
- Jason Isaacs – Case Histories
- Hugh Bonneville – Downton Abbey
- Idris Elba – Luther
- Laurence Fishburne – Thurgood
- William Hurt – Too Big to Fail - Il crollo dei giganti (Too Big To Fail)
- Bill Nighy – Page Eight

### Miglior attrice in una miniserie o film per la televisione
- Kate Winslet – Mildred Pierce
- Taraji P. Henson – Taken From Me: The Tiffany Rubin Story
- Diane Lane – Cinema Verite
- Jean Marsh – Upstairs Downstairs
- Elizabeth McGovern – Downton Abbey
- Rachel Weisz – Page Eight

### Miglior attore non protagonista in una serie, miniserie o film per la televisione
- Peter Dinklage – Il Trono di Spade (Game Of Thrones) (ex aequo)
- Ryan Hurst – Sons of Anarchy (ex aequo)
- Ty Burrell – Modern Family
- Donald Glover – Community
- Walton Goggins – Justified
- Neil Patrick Harris – How I Met Your Mother
- Guy Pearce – Mildred Pierce
- James Woods – Too Big to Fail - Il crollo dei giganti (Too Big To Fail)

### Miglior attrice non protagonista in una serie, miniserie o film per la televisione
- Vanessa Williams – Desperate Housewives
- Michelle Forbes – The Killing
- Kelly Macdonald – Boardwalk Empire - L'impero del crimine (Boarswalk Empire)
- Maya Rudolph – Up All Night
- Maggie Smith – Downton Abbey
- Sofía Vergara – Modern Family
- Evan Rachel Wood – Mildred Pierce

## Altri premi

### Miglior cast in un film
- The Help

### Miglior film d'esordio
- Tirannosauro (Tyrannosaur), regia di Paddy Considine

### Migliore performance in una serie tv
- Jessica Lange – American Horror Story

### Humanitarian Award
- Tim Hetherington

### Mary Pickford Award
- Mitzi Gaynor

### Auteur Award
- Peter Bogdanovich

### Nikola Tesla Award
- Douglas Trumbull